# Carla Fracci
Carolina Fracci, más conocida como Carla Fracci, (Milán, 20 de agosto de 1936-Milán, 27 de mayo de 2021) fue una bailarina de ballet italiana. Fracci se convirtió en una de las intérpretes de ballets románticos más experimentadas y reconocidas. Según el diario El País Fracci fue "la más importante bailarina italiana de la edad contemporánea y la única con una categoría indiscutida de prima ballerina assoluta".

## Biografía

### Inicios
Nacida como Carolina, de origen humilde, su padre Luigi Fracci era un sargento mayor alpini, infantería de choque de montaña del Ejército Italiano; y su madre Santina Rocca era una trabajadora en empresa metalmecánica Innocenti en Milán (objetivo del Comando de Bombarderos Británicos). Tiene una hermana, Marisa Fracci, también bailarina de ballet, formada en la escuela de ballet del Teatro alla Scala de Milán. Con el comienzo de la Segunda Guerra Mundial, Fracci y su familia se mudaron al campo con su abuela materna Argelide. Con el comienzo de la escuela primaria, se mudó con su tía a Gazoldo degli Ippoliti, y luego regresó a Milán al final de la guerra, donde su padre consiguió empleo como conductor de la compañía de tranvías. A menudo sus padres la llevaban con ellos al club de ocio de la empresa de transporte de su padre, y fue allí donde algunos amigos de sus padres notaron en ella un fuerte sentido del ritmo y los convencieron para que la dejaran probar la audición en el Teatro alla Scala. Su madre la llevó a ella y a su hermana al examen de ingreso, que terminó siendo desastroso para Fracci. Si bien se consideró que su tipo de cuerpo no era adecuado para el ballet, era lo suficientemente bonita como para ser la última de 35 estudiantes aceptadas.
Los primeros años fueron duros porque sentía nostalgia por los espacios abiertos en ese rígido ambiente al que le costaba acostumbrarse a pesar de los constantes reproches de la maestra, que la consideraba con habilidades pero apática. Fracci describió los primeros días en la escuela como "un aburrimiento estrepitoso y una tarea terrible". Sin embargo, después de que fuera elegida como la mandolina en La bella durmiente, actuando junto a Margot Fonteyn, cambió de opinión sobre el entrenamiento de ballet y "comenzó a trabajar muy duro para recuperar el tiempo perdido". La formación de Fracci finalizó en 1955. Fue una de las seis estudiantes elegidas para participar en el passo d'addio, una actuación de despedida de los graduados que se llevó a cabo después de una representación de ópera. 

### Carrera

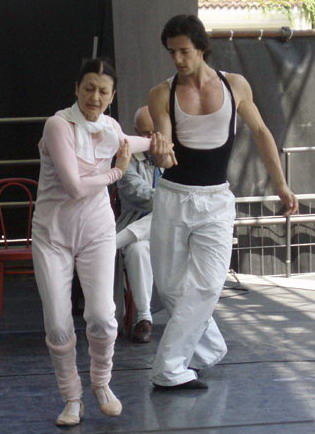
Carla Fracci y Fabio Grossi

Fracci ingresó al Ballet del Teatro La Scala después de graduarse y fue ascendida a solista al año siguiente, en 1956. Su primer reto fue reemplazando a Violette Verdy en La cenicienta de Rodrigues en 1958, lo que la llevó a su ascenso a bailarina principal. Luego bailó el papel principal en Giselle con el London Festival Ballet el año siguiente. En 1963, dejó la compañía porque estaba mal remunerada y subempleada. En cambio, siguió una carrera independiente. A partir de finales de la década de 1980, dirigió numerosas compañías de ballet importantes en Italia: la primera fue la compañía de ballet del Teatro San Carlo de Nápoles. De 1996 a 1997 dirigió la Compañía de Ballet de la Arena de Verona. Desde noviembre de 2000 dirigió la Compañía de Ballet del Teatro de la Ópera de Roma, donde continuó hasta 2010. Allí continuó con el repertorio tradicional de la Ópera, así como las obras de Diaghilev para los Ballets Rusos (desde la Consagración de la primavera, en la reconstrucción de Millicent Hodson; hasta Shéhérazade, Pájaro de fuego y Petruška en las versiones de Andris Liepa). Paralelamente a esta actividad, ofrece el resurgimiento de ballets perdidos y nuevas creaciones bajo la dirección de Beppe Menegatti.
De junio de 2009 a 2014 fue nominada Asesora de Cultura de la Ciudad metropolitana de Florencia.
En 1983, 2000 y 2003, Fracci recibió tres prestigiosos honores del gobierno italiano, reconociendo sus logros.
El 16 de octubre de 2004, Fracci fue nombrada Embajadora de Buena Voluntad de la Organización de las Naciones Unidas para la Alimentación y la Agricultura (FAO), una agencia especializada de las Naciones Unidas que lidera los esfuerzos internacionales para vencer el hambre. La autobiografía de Fracci Steps after Steps se publicó en 2013. En 2014 participó en un documental, 29200 Puthod, l'altra verità della realtà, dirigido por Federico Angi, sobre la vida de la pintora Dolores Puthod.
Falleció el 27 de mayo de 2021 en su domicilio de Milán. Tenía ochenta y cuatro años.

## Premios y reconocimientos

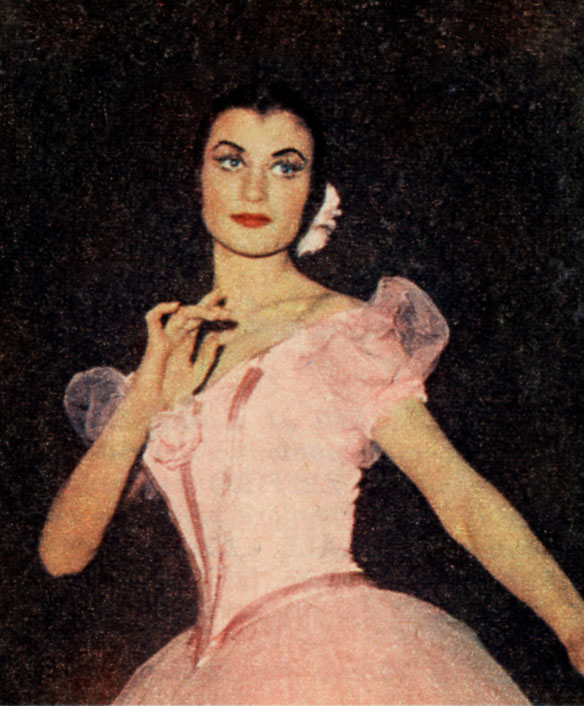
Carla Fracci en 1957

- Gran Oficial de la Orden del Mérito de la República Italiana. 2 de junio de 1983[13]
- Medalla de oro a los meritorios de la cultura y el arte. 25 de febrero de 2000
- Señora de la Gran Cruz de la Orden del Mérito de la República Italiana. "Por iniciativa del Presidente de la República" - 20 de octubre de 2003